# Fe Reichelt

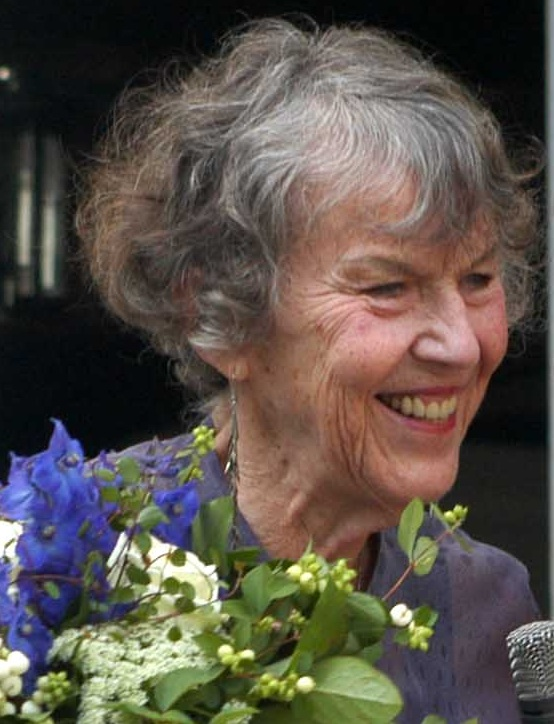
Fe Reichelt (2007)

Fe Reichelt (* 13. Juni 1925 in Peking als Friederun Grimm; † 5. Januar 2023 in Berlin) war eine deutsche Tänzerin, Choreographin und Tanztherapeutin. Sie war Meisterschülerin von Mary Wigman und hat die Tanzszene in Deutschland nach dem Zweiten Weltkrieg maßgeblich mitgeprägt. Sie gründete die Tanz- und Theaterwerkstatt Frankfurt am Main. Außerdem war sie, gemeinsam mit Jaqueline Mayer Ostrow, Gründerin des F.I.T.T. (Frankfurter Institut für Tanztherapie) und das wiederum war Gründungsmitglied des Berufsverband der TanztherapeutInnen Deutschlands e.V. (BTD).

## Leben
Fe Reichelts Vater, Facharzt für Augen- und HNO-Heilkunde, hatte als junger Schiffsarzt China kennengelernt. Später zog er mit Familie nach Peking, wo Fe 1925 als Friederun Grimm als zweites von drei Kindern geboren wurde. Enger Freund der Eltern wurde Richard Wilhelm, Theologe, Missionar und einer der bedeutendsten deutschsprachigen Sinologen, der das I Ging, das Buch der Wandlungen und der älteste der klassischen chinesischen Texte, übersetzt und kommentiert hatte. Durch ihn, der Fes Patenonkel wurde, lernte die Familie das Leben "aus der Mitte heraus" kennen. In einem chinesischen Haus im chinesischen Stadtteil Pekings wuchs sie unwillkürlich zweisprachig auf, da sich neben den Eltern chinesisches Personal liebevoll um Fe kümmerte.
1936 kehrte die Familie nach Halle (Saale) zurück aus Sorge um ihren ältesten Sohn, der alleine in einem altsprachlichen Internat war, als dies den Namen Nationalpolitische Erziehungsanstalt erhielt. Durch eine Nachbarin, die tänzerische Gymnastik praktizierte, kam das bewegungsbegabte Kind mit Musik und Tanz in Berührung. Von 1945 bis 1949 absolvierte sie ein professionelles Tanzstudium. Danach wechselte sie nach West-Berlin zu Mary Wigman, wo sie von 1949 bis 1952 als Meisterschülerin ausgebildet wurde und ihre Pädagogenprüfung abschloss. Von 1952 bis 1953 war sie Tänzerin und Trainingsleiterin beim Schweizer Nationalzirkus Knie; 1954 assistierte sie als Tänzerin Wieland Wagner bei den Bayreuther Festspielen an der Tannhäuser-Aufführung.
Während Fe, inzwischen Fe Reichelt, mit ihrem Ehemann, dem Maler Tom Reichelt, zunächst nach Halle (Saale) in die damalige DDR gezogen war und dort gemeinsam mit ihm einige Kurzfilme gedreht hatte, konnten sie 1957 nach Celle in Westdeutschland ziehen, wo Reichelt sich neben der Erziehung ihrer drei Kinder wieder voll auf Tanz und die Gründung einer Tanzschule konzentrieren konnte. Nach ihrer Scheidung folgte eine Zeit reger Tätigkeit, inklusive der Gründung weiterer Tanzschulen in Düsseldorf und München: Arbeit mit Kindern und Erwachsenen in Ballett, Ausdruckstanz, Pantomime. Aus der Düsseldorfer Tanzschule ging später das bekannte Tanzhaus Tanzhaus NRW hervor.
Erste Begegnungen mit Süchtigen deuteten schon ihren Weg in die Tanztherapie an. So wechselte Reichelt 1977 nach Frankfurt am Main, wo sie Sonder- und Heilpädagogik studierte mit Schwerpunkt „Verhaltensgestörte, Bewegung und Psychologie“. 1978 gründete sie die „Tanz- und Theaterwerkstatt Fe Reichelt“ und begann die systematische Entwicklung tanztherapeutischer Methoden auf der Grundlage des deutschen Ausdruckstanzes in Verbindung mit chinesischer Atemtechnik und der Erforschung von Bewegungsimpulsen. Seit 1978 war Reichelt tätig mit unterschiedlichen Ausbildungsangeboten, eigenen Soloarbeiten, der Gründung verschiedener Tanztheater- und Ausdruckstanzgruppen sowie weltweiten Workshops.
Ab 1997 lebte Reichelt wieder in Berlin, wo sie sowohl Einzelberatungen durchführte als auch neben Auftritten und diversen Workshops eine Ausbildung für Tanztherapie kreierte. Sie war bekannt für ihre positive Lebenseinstellung.
Sie ist die Mutter der Musikerin Maja Reichelt, des Künstlers und Diplom-Ingenieurs Nicolas Reichelt und des Musikers und Malers Moritz Reichelt (Der Plan).

## Wirken
In ihrer Arbeitsweise wurde Fe Reichelt stark durch die Erfahrungen ihrer Kindheit im Umfeld von chinesischer Lebensweise, Philosophie und Tradition geprägt. Im späteren Studium waren es vorrangig die Arbeiten von Erik H. Erikson, C.G. Jung, Sigmund Freud und Rudolf von Laban, die in ihren spezifischen Ansatz von Tanztherapie einflossen.
Besondere Bedeutung für ihre Arbeit spielt die Entdeckung des Atems als Schlüssel der Erkenntnis und des Veränderns. Mit seiner Hilfe soll es gelingen, den Sinn unbewusster Bewegungen sowie positive bzw. negative Gefühlsseiten aufzudecken und auf diese Weise „aus diffusen Gefühlen heraus zu strukturiertem Tanzausdruck und zugleich zu sich selbst zu finden“.

## Veröffentlichungen
- Ausdruckstanz und Tanztherapie (1987, Brandes & Apsel Frankfurt/M., ISBN 978-3-86099-153-4)
- Atem, Tanz und Therapie (1990, Brandes & Apsel Frankfurt/M., ISBN 978-3-925798-97-9)
- Atemübungen-Wege in die Bewegung (1993, Brandes & Apsel Frankfurt/M., ISBN 978-3-86099-107-7)
- Tanz der Wandlungen (2005, Brandes & Apsel Frankfurt/M., ISBN 978-3-86099-809-0)
- Improvisation, Ausdruckstanz und Traumgeschehen (2014, Brandes & Apsel Frankfurt/M., ISBN 978-3-95558-045-2)
- Serie zu Tanztherapie in tanz aktuell: Gestaltung und Imagination mit dem Atem (1988)
- mit Patricia Rissmann: Zum 120. Geburtstag von Mary Wigman: Ausdruckstanz gestern und heute[19]